# Gabriela Barros
Gabriela Leitão Rocha Barros (Bruxelas, 9 de agosto de 1988) é uma atriz e cantora portuguesa. Nasceu em Bruxelas, mas reside em Lisboa desde 2007. Segundo a própria referiu no programa de televisão portuguesa A Tua Cara não me é Estranha, possui dupla nacionalidade, sendo filha de mãe portuguesa e pai brasileiro.   
Ganhou destaque junto do público ao participar na 8ª temporada da telenovela juvenil Morangos com Açúcar. Mais recentemente, Gabriela Barros foi protagonista na série de TV Vanda (2022), criada por Patrícia Müller e baseada na história verídica de uma mulher de família, mãe de dois filhos menores, que após ter sido vítima de traição conjugal e financeira pelo marido, se viu impelida a assaltar bancos à mão armada, em Lisboa, para conseguir sobreviver no contexto da crise financeira e da terceira intervenção da Troika em Portugal.  
Foi convidada, e venceu, a terceira temporada da edição portuguesa de Taskmaster (2023), disponível na RTP1. 
Fez igualmente parte, como vocalista, do projeto musical SEDA, que lançou dois álbuns entre 2009 e 2012.
Em 2022, ganhou um Globo de Ouro na categoria de Melhor Atriz - Ficção pelo seu desempenho na série satírica Pôr do Sol (RTP).

## Televisão
| Ano             | Projeto                       | Papel                      | Nota(s)             | Canal      |
| --------------- | ----------------------------- | -------------------------- | ------------------- | ---------- |
| 2008            | A Minha Geração               | Ela Própria                | Cantora no programa | RTP1       |
| 2008            | À Procura de Sally            | Ela Própria                | Concorrente         | RTP1       |
| 2010            | Maison Close                  | Manon                      |                     | RTP1       |
| 2010 - 2011     | Morangos com Açúcar           | Marta Cortês               | Protagonista        | TVI        |
| 2012            | Morangos com Açúcar - O Filme | Marta Cortês               | Protagonista        | TVI        |
| 2012            | A Tua Cara Não Me É Estranha  | Ela Própria                | Concorrente         | TVI        |
| 2012            | A Casa das Mulheres           | Ana                        | Elenco Principal    | TVI        |
| 2012 - 2013     | Doida por Ti                  | Vanessa Rufino             | Elenco Principal    | TVI        |
| 2012 - 2013     | Video & Clipe                 | Ela Própria                | Apresentadora       | TVI Ficção |
| 2013            | Breviário Biltre              | Vários Papéis              | Elenco principal    | RTP1       |
| 2014 - 2015     | Mulheres                      | Flávia Ferreira            | Protagonista        | TVI        |
| 2015 - 2016     | Santa Bárbara                 | Patrícia Montemor          | Elenco Principal    | TVI        |
| 2016            | Mulheres Assim                | Isabel                     | Elenco Adicional    | RTP1       |
| 2016 - 2018     | Donos Disto Tudo              | Vários Papéis              | Elenco Principal    | RTP1       |
| 2017            | Filha da Lei                  | Helena "Lena"              | Elenco Adicional    | RTP1       |
| 2017            | Madre Paula                   | Irmã Bárbara               | Elenco Principal    | RTP1       |
| 2017 - 2019     | Inspetor Max                  | Elsa Xavier                | Elenco Principal    | TVI        |
| 2018            | Sara                          | Carmen                     | Elenco Principal    | RTP2       |
| 2018 - presente | Cá Por Casa                   | Vários Papéis              | Elenco Principal    | RTP1       |
| 2019 - 2020     | Patrulha da Noite             | Vários Papéis              | Protagonista        | RTP1       |
| 2020            | Ai a Minha Vida               | Renata                     | Elenco Principal    | TVI        |
| 2021 / 2022     | Pôr do Sol                    | Matilde Bourbon de Linhaça | Protagonista        | RTP1       |
| 2021 / 2022     | Pôr do Sol                    | Filipa Martins             | Antagonista         | RTP1       |
| 2021 / 2022     | Pôr do Sol                    | Salomé                     | Protagonista        | RTP1       |
| 2022            | Vanda                         | Vanda                      | Protagonista (OPTO) | SIC        |
| 2022            | Cenas de Família              | Joana                      | Elenco Adicional    | Fox Life   |
| 2023            | Dança Comigo                  | Ela Própria                | Jurada Convidada    | RTP1       |
| 2023            | Taskmaster - 3ª Temporada     | Ela Própria                | Concorrente         | RTP1       |
| 2024            | Congela                       | Ela Própria                | Concorrente         | TVI        |
| 2024            | Sempre                        | Catarina                   | Elenco Principal    | RTP1       |
| 2025            | Taskmaster - 5ª Temporada     | Ela própria                | Concorrente         | RTP1       |
| 2025            | Ruído                         | Vários Papéis              | Protagonista        | RTP1       |

## Cinema
| Ano  | Filme                         | Papel        |
| ---- | ----------------------------- | ------------ |
| 2011 | A Casa das Mulheres           | Ana          |
| 2012 | Primogénito                   | Clara        |
| 2012 | Morangos com Açúcar – O Filme | Marta Cortês |
| 2014 | Sei Lá                        | Catarina     |
| 2015 | Before Dawn                   |              |
| 2017 | Al Berto                      | Leonor       |
| 2018 | Linhas de Sangue              | Aida Kreutz  |

## Teatro
Desempenhou o papel de Roxie Hart no Musical "Chicago" De Fred Ebb e Bob Fosse, Música John Kander, Encenação Diogo Infante, Teatro da Trindade, Fundação INATEL - 02 set - 01 nov 2020.
Musical "Chicago", Teatro da Trindade

## Discografia

### Combanda SEDA
| Ano  | Peça                                          | Ref |
| ---- | --------------------------------------------- | --- |
| 2009 | Os Produtores                                 |     |
| 2009 | A Verdadeira História da Cigarra e da Formiga |     |
| 2013 | O Despertar da Primavera                      |     |
| 2015 | Sílvia                                        |     |
| 2017 | Avenida Q                                     |     |
| 2018 | Suite 647                                     |     |

{| class="wikitable"
! width="25" | Ano
! width="250"  | Álbum
|-
| 2010
| SEDA
- Lançamento: 9 de Novembro de 2009
- Formatos: CD, download digital
- Gravadora: Farol Música

|-
| 2012
| lá vai ela!
- Lançamento: 15 de Outubro de 2012
- Formatos: CD, download digital
- Gravadora: Farol Música

|}

### ComMorangos com Açúcar
| Ano  | Álbum |
| ---- | --- |
| 2010 | Morangos com Açúcar - Escola de Talentos Vol.3 - Lançamento: 29 de Novembro de 2010 - Formatos: CD, download digital - Gravadora: Farol Música |
| 2011 | Morangos com Açúcar - Escola de Talentos Vol.4 - Lançamento: 11 de Abril de 2011 - Formatos: CD, download digital - Gravadora: Farol Música    |
| 2011 | Morangos com Açúcar - Escola de Talentos Vol.5 - Lançamento: 12 de Agosto de 2011 - Formatos: CD, download digital - Gravadora: Farol Música   |
| 2012 | Morangos com Açucar - O Filme - Lançamento: 20 de Agosto de 2012 - Formatos: CD, download digital - Gravadora: Farol Música                    |